# Hinterwörth-Laast
Hinterwörth-Laast ist ein Naturschutzgebiet im Naturraum 210 „Offenburger Rheinebene“ in Baden-Württemberg. In dem Gebiet finden sich ehemalige Flussschlingen, Altwasser, Auenwälder und ökologisch wertvolle Grünlandformen.

## Geographie
Das Naturschutzgebiet besteht aus zwei Teilen und befindet sich rechtsrheinisch auf der Gemarkung der Rheinauer Stadtteile Freistett, Memprechtshofen und Helmlingen. Es umfasst auf einer Gesamtfläche von 82,4 ha im großen Teil die mit Wald bedeckten Gewanne „Hinterwörth“ und „Entenfang“ sowie den Altrheinarm „Hellwasser“ und im kleinen, südlicher gelegenen Teil den Erlenbuchwald „Laast“, der im Süden an die Bundesstraße 36 angrenzt.

## Steckbrief
Das Gebiet wurde per Verordnung am 14. April 1992 durch das Regierungspräsidium Freiburg als Naturschutzgebiet ausgewiesen und hat eine Fläche von 82,4 Hektar. Es wird unter der Schutzgebietsnummer 3.187 geführt und ist in die IUCN-Kategorie IV, ein Biotop- und Artenschutzgebiet  eingeordnet. Die WDPA-ID lautet 163693 und entspricht dem europäischen CDDA-Code und der EUNIS-Nr.
Der Schutzzweck
„ist die Erhaltung der beiden Teilflächen mit Altwässern, Auenwäldern sowie ökologisch wertvollen Grünlandformen
- als Lebensraum für gefährdete Lebensgemeinschaften mit seltenen und in ihrem Bestand bedrohten Pflanzen - und Tierarten,
- als Objekt für die Wissenschaft, insbesondere die Biologie“

## Flora und Fauna
Das Naturschutzgebiet Hinterwörth-Laast besteht größtenteils aus einem typischen Rheinauenwald mit durch Rhein und Rench entstandenen ehemaligen Flussschlingen, aber ein relativ großer Teil wird auch durch den Altrheinarm Hellwasser beansprucht. Die Gewässer und Uferzonen dienen als Lebensraum für viele verschiedene Tier- und Pflanzenarten, zu denen auch seltene und im Bestand bedrohten Arten zählen. Im Auwald sind viele Vogelarten wie der Mäusebussard, der Sperber, der Habicht und einige weitere wie der Graureiher und der seltene Eisvogel anzutreffen. Außerdem sind auf den Gewässern im Schutzgebiet weitere Brutvögel wie der Haubentaucher, der Zwergtaucher, das Blässhuhn, die Stockente und die Reiherente zu beobachten. Neben den Vögeln leben auch kleinere Tiere wie der Gras- und Wasserfrosch, die Ringelnatter und Blindschleiche, die Gelbbauchunke, verschiedene Molch- und Libellenarten, einige Fledermausarten und viele weitere.